# الحزب الشيوعي الباكستاني
تأسس الحزب الشيوعي الباكستاني عند انفصال باكستان عن الهند، حيث عقد مؤتمر للحزب الشيوعي الهندي في 06 مارس 1948 نتج عنه تأسيس الحزب الشيوعي الباكستاني.
تعاقب على رئاسة الحزب العديد من الشخصيات الفكرية والأدبية الباكستانية، وكان أول رئيس له هو سجاد ظهير.
في ديسمبر 1990 أصبح جام ساقي أمينا عاما للحزب. في أبريل 1991، استقال من الحزب.
ويترأسه حاليا إمداد قاضي.